# Transat Jacques-Vabre 1997
Navigation
1995 1999
La Transat Jacques-Vabre 1997 est la troisième édition de la Transat Jacques-Vabre.

## Type de bateau
Quatre types de bateaux sont admis à participer :
- Des voiliers monocoques d'une longueur comprise entre 59 et 60 pieds, c'est-à-dire d'environ 18 mètres. Ces bateaux doivent répondre aux règles de la classe des 60 pieds IMOCA.
- Des voiliers monocoques dont la longueur est de 50 pieds soit 15,24 m. Ces bateaux doivent répondre aux règles de la classe 2.
- Des voiliers multicoque dont la longueur est de 60 pieds soit 18,28 m. Ces bateaux doivent répondre aux règles de la classe ORMA.
- Des voiliers multicoque dont la longueur est de 50 pieds soit 15,24 m. Ces bateaux doivent répondre aux règles de la classe Multi50.

## Parcours
Le parcours relie cette année Le Havre à Carthagene .
Les concurrents sont tenus de respecter le dispositif de séparation du trafic (DST) entre le cap Finisterre et les îles Canaries. 

## Participants
18 bateaux sont inscrits pour la course (6 ORMA, 8 IMOCA, 2 Multi 50 et 2 Classe 2).

### ORMA[3]
| Classe ORMA (6 inscrits) | Classe ORMA (6 inscrits) | Classe ORMA (6 inscrits) | Classe ORMA (6 inscrits) | Classe ORMA (6 inscrits) | Classe ORMA (6 inscrits) | Classe ORMA (6 inscrits) | Classe ORMA (6 inscrits)          |
| Concurrents              | Concurrents              | Concurrents              | Concurrents              | Bateau                   | Bateau                   | Classement               | Arrivée                           |
| Skipper 1                | Nationalité              | Skipper 2                | Nationalité              | Nom du bateau            | Lancement                | Général                  | Temps                             |
| ------------------------ | ------------------------ | ------------------------ | ------------------------ | ------------------------ | ------------------------ | ------------------------ | --------------------------------- |
| Laurent Bourgnon         | Suisse                   | Yvan Bourgnon            | Suisse                   | Primagaz                 | 1990                     | 1er                      | 14 jours, 7 heures et 37 minutes  |
| Jean-Luc Nélias          | France                   | Paul Vatine              | France                   | Chauss' Europ            | 1994                     | 2e                       | 15 jours, 10 heures et 11 minutes |
| Franck Proffit           | France                   | Loïck Peyron             | France                   | Fujicolor II             | 1990                     | 3e                       | 15 jours, 16 heures et 45 minutes |
| Francis Joyon            | France                   | Roland Jourdain          | France                   | Banque Populaire         | 1994                     | 4e                       | 16 jours, 1 heure et 8 minutes    |
| Marc Guillemot           | France                   | Sidney Gavignet          | France                   | Biscuits La Trinitaine   | 1988                     | 5e                       | 29 jours, 17 heures et 15 minutes |
| François-René Carluer    | France                   | Patrick Tabarly          | France                   | Laiterie de Saint-Malo   | 1988                     | Abandon                  | Abandon                           |

### IMOCA[4]
| Classe IMOCA (8 inscrits) | Classe IMOCA (8 inscrits) | Classe IMOCA (8 inscrits) | Classe IMOCA (8 inscrits) | Classe IMOCA (8 inscrits) | Classe IMOCA (8 inscrits) | Classe IMOCA (8 inscrits)               | Classe IMOCA (8 inscrits)               |
| Concurrents               | Concurrents               | Concurrents               | Concurrents               | Bateau                    | Bateau                    | Classement                              | Arrivée                                 |
| Skipper 1                 | Nationalité               | Skipper 2                 | Nationalité               | Nom du bateau             | Lancement                 | Général                                 | Temps                                   |
| ------------------------- | ------------------------- | ------------------------- | ------------------------- | ------------------------- | ------------------------- | --------------------------------------- | --------------------------------------- |
| Eric Tabarly              | France                    | Yves Parlier              | France                    | Aquitaine Innovations     | 1996                      | 1er                                     | 19 jours, 23 heures et 19 minutes       |
| Marc Thiercelin           | France                    | Dominique Wavre           | France                    | Somewhere                 | N/C                       | 2e                                      | 21 jours, 2 heures et 49 minutes        |
| Fred Dahirel              | France                    | Jean Maurel               | France                    | Saupiquet                 | 1992                      | 3e                                      | 22 jours, 7 heures et 40 minutes        |
| Albert Bargués            | Espagne                   | Nándor Fa                 | Hongrie                   | Budapest                  | 1996                      | 4e                                      | 23 jours, 7 heures et 12 minutes        |
| Eric Denamiel             | France                    | Eric Dumont               | France                    | Café Legal                | 1992                      | Abandon à cause d'un mât cassé          | Abandon à cause d'un mât cassé          |
| Patrick de Radiguès       | Belgique                  | Bernard Gallay            | France                    | Catalogue Afibel          | 1989                      | Abandon à cause d'un problème de Safran | Abandon à cause d'un problème de Safran |
| B.Hooke                   | Royaume-Uni               | Josh Hall                 | Royaume-Uni               | Gartmore Investisment     | 1992                      | Abandon                                 | Abandon                                 |
| B.Samuel                  | France                    | Pierre-Yves Guennec       | France                    | Tremblay en France        | N/C                       | Abandon                                 | Abandon                                 |

### Multi 50[3]
| Classe Multi 50 (2 inscrits) | Classe Multi 50 (2 inscrits) | Classe Multi 50 (2 inscrits) | Classe Multi 50 (2 inscrits) | Classe Multi 50 (2 inscrits) | Classe Multi 50 (2 inscrits) | Classe Multi 50 (2 inscrits) | Classe Multi 50 (2 inscrits) |
| Concurrents                  | Concurrents                  | Concurrents                  | Concurrents                  | Bateau                       | Bateau                       | Classement                   | Arrivée                      |
| Skipper 1                    | Nationalité                  | Skipper 2                    | Nationalité                  | Nom du bateau                | Lancement                    | Général                      | Temps                        |
| ---------------------------- | ---------------------------- | ---------------------------- | ---------------------------- | ---------------------------- | ---------------------------- | ---------------------------- | ---------------------------- |
| Hervé Cleris                 | France                       | Ronan Delacou                | France                       | Climat de France             | 1990                         | Abandon à la Corogne         | Abandon à la Corogne         |
| Pascal Quintin               | France                       | Raphaël Sohier               | France                       | Rendez-Vous Nature           | 1997                         | Abandon                      | Abandon                      |

### Classe 2[4]
| Classe Classe 2 (2 inscrits) | Classe Classe 2 (2 inscrits) | Classe Classe 2 (2 inscrits) | Classe Classe 2 (2 inscrits) | Classe Classe 2 (2 inscrits) | Classe Classe 2 (2 inscrits) | Classe Classe 2 (2 inscrits) | Classe Classe 2 (2 inscrits)     |
| Concurrents                  | Concurrents                  | Concurrents                  | Concurrents                  | Bateau                       | Bateau                       | Classement                   | Arrivée                          |
| Skipper 1                    | Nationalité                  | Skipper 2                    | Nationalité                  | Nom du bateau                | Lancement                    | Général                      | Temps                            |
| ---------------------------- | ---------------------------- | ---------------------------- | ---------------------------- | ---------------------------- | ---------------------------- | ---------------------------- | -------------------------------- |
| Raphaël Dinelli              | France                       | Pete Goss                    | Royaume-Uni                  | BMW Performances             | 1996                         | 1er                          | 24 jours, 9 heures et 41 minutes |
| A.Taylor                     | inconnu                      | N.Vaughan                    | inconnu                      | Albright Star                | 1986                         | Abandon                      | Abandon                          |